# David Ausubel
David Ausubel (ur. 25 października 1918 w Nowym Jorku, zm. 9 lipca 2008) – amerykański psycholog i psychiatra.

## Życiorys
Wychowywał się na Brooklynie w Nowym Jorku. Uczęszczał na Uniwersytet Pensylwanii (m.in. psychologia). Ukończył kurs medyczny na Middlesex University i odbył staż w Szpitalu Gouveneur na dolnym Manhattanie. Podczas II wojny światowej odbywał służbę wojskową w jednostkach medycznych. Został przydzielony do oddziału UNRRA w Stuttgarcie, gdzie pracował z osobami przesiedlanymi. Po powrocie do Stanów Zjednoczonych pracował jako psychiatra w US Public Health Service w Kentucky, w Buffalo Psychiatric Centre oraz w Bronx Psychiatric Centre. Uzyskał doktorat z psychologii rozwojowej na Columbia University. W latach 1957–1958 otrzymał stypendium naukowe Fulbrighta. W jego ramach przeprowadzał badania porównawcze motywacji zawodowej Maorysów i Europejczyków. W 1973 przeszedł na emeryturę akademicką i poświęcił się praktyce psychiatrycznej, którą prowadził do 1994. Po jej zakończeniu napisał jeszcze cztery książki.

## Zainteresowania i osiągnięcia
Jego główne zainteresowania to: psychopatologia ogólna, rozwój ego, narkomania i psychiatria sądowa. Publikował książki z zakresu psychologii rozwojowej i edukacyjnej oraz na temat uzależnienia od narkotyków, psychopatologii oraz rozwoju ego. Opublikował ponadto więcej niż 150 artykułów w czasopismach psychologicznych i psychiatrycznych. W 1976 otrzymał nagrodę Thorndike Award od Amerykańskiego Towarzystwa Psychologicznego za wybitny, psychologiczny wkład w edukację. Był twórcą autorskiej teorii uczenia się (ang. meaningful learning theory) z 1963, a także teorii subsumpcji (ang. subsumption theory), w której uczenie się opiera się na rodzajach nadrzędnych, reprezentacyjnych i kombinatorycznych procesów zachodzących podczas odbioru informacji.